# であい
『であい』は、ももち麗子による日本の漫画。『デザート』（講談社）に連載されていた。「問題提起シリーズ」の一つで、出会い系サイトを扱っている。作者にとっては初の巻数付き作品で、単行本は全2巻。

## あらすじ
女子高生のリカとシュウは親友同士。ある日、リカはシュウが出会い系サイトを利用し、パンツを売って小遣い稼ぎをしていることを知る。初めは敬遠するリカだったが、やがて自身もパンツを売ることにのめりこみ、ある日偶然出会った高校生・カジとナナセをボディーガード役にして「チーム・ピース」を結成。客であるオヤジの要望に応えるため、リカはチームのメンバーを徐々に増やしていった。
しかし、パンツ売り以上のことをしようとしないリカに、カジやナナセを初めとする報酬の少ない男子陣の要求はエスカレートしていく。不満を募らせたカジとナナセはリカの知らないところで「ブラック・ピース」という小さなチームを作り、かつての客であるオヤジ達に恐喝や美人局もどきのことを働くようになる。やがてカジ達の行いを知ったリカは、責任を感じてチーム・ピースの解散を考えるが、それを聞いたカジとナナセはチーム・ピースに所属していた一人の少女を脅迫していることを告白、自分たちに逆らえばさらに彼女を傷つけるとリカ達を脅迫する。さらにこの時、チーム・ピースは多額の借金を背負っており、ナナセはリカにその借金を返さないままチームを解散させるのかと畳みかけてきた。やむを得ずリカはチーム・ピースの活動を再開させるが、彼女に代わってチームのリーダーになったカジとナナセは、メンバーに自分たちが行っていたオヤジへの暴行・恐喝を強制させるようになる。
そんな中、カジが何者かに襲われ、怪我を負わされたのを機に、チーム・ピースのメンバーが何者かに襲われ危害を加えられる事件が多発する。以前ブラック・ピースが行ったオヤジ狩りの被害に遭ったオヤジ達が、チーム・ピースのメンバーに復讐を始めたのだった。被害者が増えていく中、メンバー達はオヤジの復讐を恐れるあまり仲違いを起こし、チーム内に亀裂が走ってしまう。やがて復讐の手はリカやシュウの身にも迫り……

## 登場人物
リカ
本作の主人公で、16歳の女子高生。キイチという彼氏がいる。親友のシュウが自分のメールアドレスで出会い系サイトに登録し、パンツ売りを行っていた事を知った事を機に出会い系サイトの世界へ引き込まれることになった。父と父の再婚相手・みゆきと共に暮らしている。
初めはパンツ売りや出会い系サイトに嫌悪感を示していたが、シュウの影響で徐々に罪悪感を覚えないパンツ売りにはまっていく。やがてシュウやカジ・ナナセらと共に「チーム・ピース」を結成。チームのリーダー的存在となるが…。
シュウ
リカの親友。出会い系サイトを利用してパンツ売りを行っていた。リカのメールアドレスを使って出会い系サイトに登録していたことがきっかけで、リカを出会い系サイトの世界に引き込む。
チーム・ピース結成後はナナセに想いを寄せるようになるが…
キイチ
リカの彼氏。ピザ屋でアルバイトをしている。
物語終盤でオヤジの復讐に巻き込まれ、その際リカがしたことを知って、彼女を拒絶してしまう。しかしその直後、亀蔵の説得によりリカを助けることを決意し、監禁されたリカを救出したことで再びよりを戻すことが出来た。
カジ
男子高校生。髪を染めて耳にピアスをつけている。軽い性格をしており、物語後半で積極的にオヤジ狩りを行うようになっても何の罪悪感も抱いていなかった。
パンツ売りをしていたリカ達と偶然出会い、2人にボディーガード代わりに雇われ、やがて「チーム・ピース」を結成。しかし徐々にパンツ売りの小遣いだけでは満足できないようになっていき、密かに報酬の少なさに不満を抱いていたメンバーを集めて「ブラック・ピース」というチームを結成。客のオヤジ達に援助交際をするよう強要したりするようになり、遂にはオヤジ狩りを行うようになった。
ブラック・ピースの行いをリカに知られた後、チームの解散を宣言したリカに対してチームの活動を続けるよう要求。その際チーム・ピースのメンバーを脅迫していることを告白し、反抗すれば更に彼女を傷つけると宣言してリカ達を脅迫し従わせた。その後はリカに代わってチームのリーダー格となり、オヤジへの恐喝や暴行をメンバーにやらせるようになる。しかしその後、何者かに襲われて大怪我を負わされ、オヤジ達の復讐の最初のターゲットとなった。
最後は事件収束後にそれまでの行いが明るみに出たため、警察に逮捕され少年院へ送致されることになった。
ナナセ
男子高校生。黒髪の少年で、冷静な性格をしている。
カジと共に街中でパンツ売りをしていたリカ達と偶然出会い、彼女たちにボディーガード代わりに雇われ、「チーム・ピース」のメンバーとなった。
後にカジと共に「ブラック・ピース」を結成して客のオヤジに危害を加えるようになり、リカにそのことを知られると、メンバーの一人を脅迫していることを告白し、彼女を盾にリカを従わせ、カジと共に新たなリーダー格となって、チームのメンバーにオヤジ狩りを行わせるようになった。
終盤でオヤジの復讐が始まった後は、オヤジの復讐に遭うことを恐れて家に引きこもるようになった。後にシュウがオヤジの復讐の被害を受けたことをリカから知らされ、シュウを助けようとしたが、その際オヤジの復讐に遭い、大怪我を負わされてしまう。
たまちゃん
チーム・ピースのメンバー。大柄なガングロ少女で、ネイルアートが趣味。
ケイ
チーム・ピースのメンバー。痩身で色黒の少女。実家は酒屋を経営している。
つっち
チーム・ピースのメンバー。ショートヘアの少女。学校ではバレーボール部に所属している。
フジタ
チーム・ピースのメンバー。眼鏡をかけて髪を三つ編みに結っている少女。冷静沈着な性格で、受験を控えている。
亀蔵（かめぞう）
通称「亀じい」。80歳のおじいさん。出会い系サイトを利用し、老後の寂しさを埋めようとしていた。そこでリカに出会い、彼女と親しくなる。実は妻と死別しており、その悲しみから一度は自殺まで考えるほど落ち込んでいたが、リカとの出会いで立ち直る。
後にキイチとも親しくなり、終盤で彼がリカを助けに向かうきっかけを作ることとなる。
えーまん
とある会社の重役と名乗る男性。本名は「英満（ひでみつ）」。出会い系サイトを利用してリカ達と出会う。後にブラック・ピースによるオヤジ狩りの最初のターゲットとなる。
ぽん太
出会い系サイトを利用していた塾講師。ナナセは中学校時代に彼の授業を受けており、顔と名前を憶えていた。
後にパンツ売りの客の一人だったことをブラック・ピースに知られ、彼らのオヤジ狩りのターゲットとなる。
ヤリヤリ
リカたちを取材した風俗記者。物語後半でリカ達がオヤジの復讐に遭うようになってからは、リカと共に犯人を捜し始める。かつてオヤジ狩りの被害に遭った経験がある。
みゆき
リカの父の再婚相手。リカと仲がいい。

## 書誌情報
- 『であい 1』講談社、2003年7月11日。ISBN 4-06-365229-7。
- 『であい 2』講談社、2003年11月22日。ISBN 4-06-365245-9。